# Sorjé
Sorjé (en grafía persa, سرخه), en transcripción inglesa Sorkheh o Surkheh, es una localidad del shahrestán de Sorjé, localizado en la provincia iraní de Semnán.
El censo de 2006 refleja una población de 9.062 habitantes integrados en 2.686 familias.
El habla local es el sorjeí, una lengua irania occidental del grupo lingüístico semnaní.

## Personalidades notables
- Hasán Rouhaní, elegido undécimo presidente de Irán en la presidencial de 2013.[3]